# Кызылжарский сельский округ (Северо-Казахстанская область)
Кызылжарский сельский округ (каз. Қызылжар ауылдық округі) — административная единица в составе Кызылжарского района Северо-Казахстанской области Казахстана. Образован в 2003 году. Административный центр — село Байтерек.
Население — 1931 человек (2009, 2205 в 1999, 2215 в 1989).

## География
Населённые пункты расположены вдоль республиканских трасс Петропавловск — Астана, Петропавловск — Жезказган. Села Приишимка, Карлыга, Подгорное, Байтерек расположены вдоль побережья реки Ишим. В южном направлении округ граничит с Есильским районом, в восточном — с Аккайынским. Территория округа входит в состав Кызылжарского государственного лесничества и Смирновского заказника. Ведется добыча песка, глины.

## Образование
В округе функционируют четыре школы: три основные школы и одна средняя школа. При всех школах имеются мини-центры, детские дворовые и спортивные площадки, хоккейные корты и футбольные поля. Обеспечен еженедельный подвоз учащихся из сел, не имеющих объектов образования, в интернат и школы райцентра.
В селе Чапаево находится сельский клуб и библиотека.

## Состав
Сельский округ был образован путем отделения от Бишкульского сельского округа. Село Ивановка было ликвидировано.
В состав округа входят такие населенные пункты:
| Населенный пункт    | Население, человек (1989) | Население, человек (1999) | Население, человек (2009) |
| ------------------- | ------------------------- | ------------------------- | ------------------------- |
| Байтерек, село      | 444                       | 404                       | 409                       |
| Ивановка, село      | 6                         | -                         | -                         |
| Карлыга, село       | 116                       | 141                       | 143                       |
| Подгорное, село     | 576                       | 521                       | 472                       |
| Приишимка, село     | 477                       | 545                       | 469                       |
| Трудовая Нива, село | 188                       | 165                       | 72                        |
| Чапаево, село       | 408                       | 429                       | 366                       |